# 囊加歹
囊加歹（?—?），元朝将领，又作囊加台、囊加带，乃蛮人。麻察之子。
囊加歹曾在都元帅府任職，跟随阿术围攻南宋襄阳，跟随伯颜進攻复州，在风波湖擊敗宋军。伯颜东进至安庆时，他赴宋朝军中谈判。至元十三年（1276年）兵至临安，奉命入城接受南宋的降書。之後和阿剌罕攻佔台州、温州、福州，转任蒙古军副都万户、江东道宣慰使，升任為按察使。至元十八年（1281年）擔任都元帅，後來參加元日战争，但還沒有來到日本就撤軍，並在建康城（今南京市）駐防，擔任云南行省参知政事，率軍攻打金齿、缅国，因為囊加歹中途生病而被召回，轉任河南道宣慰使。大德三年（1299年），跟随海山北征，在帖坚古（今新疆）大败海都。大德十一年（1307年），元成宗去世，囊加歹擁戴海山（元武宗）稱帝，之後出任同知枢密院事。元英宗即位后，皇庆元年（1321年），擔任河南江北行省平章政事。病逝后的谥號為武忠，朝廷又追封为浚都王。

## 延伸阅读
[在维基数据编辑]
 《元史·卷131》，出自宋濂《元史》
 《新元史/卷161》，出自柯劭忞《新元史》